# HD 219823
HD 219823 är en orange jätte i Bildhuggarens stjärnbild.
Stjärnan har visuell magnitud +6,49 och befinner sig därför på gränsen för vad som går att se synlig för blotta ögat vid mycket god seeing.